# Synthophilus boreus
Synthophilus boreus är en mångfotingart som beskrevs av Chamberlin 1946. Synthophilus boreus ingår i släktet Synthophilus och familjen storjordkrypare. Inga underarter finns listade i Catalogue of Life.